# Lijst van voetbalinterlands Duitsland - Ierland
Deze lijst van voetbalinterlands is een overzicht van alle officiële voetbalwedstrijden tussen de nationale teams van (West-)Duitsland en Ierland. De landen speelden tot op heden twintig keer tegen elkaar. De eerste ontmoeting was een vriendschappelijke wedstrijd op 8 mei 1935 in Dortmund. Het laatste duel, een kwalificatiewedstrijd voor het Europees kampioenschap voetbal 2016, werd gespeeld in Dublin op 8 oktober 2015.

## Wedstrijden
| №  | Plaats        | Datum            | Competitie           | Wedstrijd                   | Uitslag |
| -- | ------------- | ---------------- | -------------------- | --------------------------- | ------- |
| 1  | Dortmund      | 8 mei 1935       | Vriendschappelijk    | Duitsland – Ierse Vrijstaat | 3 – 1   |
| 2  | Dublin        | 17 oktober 1936  | Vriendschappelijk    | Ierse Vrijstaat – Duitsland | 5 – 2   |
| 3  | Bremen        | 23 mei 1939      | Vriendschappelijk    | Duitsland – Ierland         | 1 – 1   |
| 4  | Dublin        | 17 oktober 1951  | Vriendschappelijk    | Ierland – West-Duitsland    | 3 – 2   |
| 5  | Keulen        | 4 mei 1952       | Vriendschappelijk    | West-Duitsland – Ierland    | 3 – 0   |
| 6  | Hamburg       | 28 mei 1955      | Vriendschappelijk    | West-Duitsland – Ierland    | 2 – 1   |
| 7  | Dublin        | 25 november 1956 | Vriendschappelijk    | Ierland – West-Duitsland    | 3 – 0   |
| 8  | Düsseldorf    | 11 mei 1960      | Vriendschappelijk    | West-Duitsland – Ierland    | 0 – 1   |
| 9  | Dublin        | 4 mei 1966       | Vriendschappelijk    | Ierland – West-Duitsland    | 0 – 4   |
| 10 | West-Berlijn  | 9 mei 1970       | Vriendschappelijk    | West-Duitsland – Ierland    | 2 – 1   |
| 11 | Dublin        | 22 mei 1979      | Vriendschappelijk    | Ierland – West-Duitsland    | 1 – 3   |
| 12 | Dublin        | 6 september 1989 | Vriendschappelijk    | Ierland – West-Duitsland    | 1 – 1   |
| 13 | Hannover      | 29 mei 1994      | Vriendschappelijk    | Duitsland – Ierland         | 0 – 2   |
| 14 | Kashima       | 5 juni 2002      | WK 2002              | Duitsland – Ierland         | 1 – 1   |
| 15 | Stuttgart     | 2 september 2006 | EK 2008 kwalificatie | Duitsland – Ierland         | 1 – 0   |
| 16 | Dublin        | 13 oktober 2007  | EK 2008 kwalificatie | Ierland – Duitsland         | 0 – 0   |
| 17 | Dublin        | 12 oktober 2012  | WK 2014 kwalificatie | Ierland – Duitsland         | 1 – 6   |
| 18 | Keulen        | 11 oktober 2013  | WK 2014 kwalificatie | Duitsland – Ierland         | 3 – 0   |
| 19 | Gelsenkirchen | 14 oktober 2014  | EK 2016 kwalificatie | Duitsland – Ierland         | 1 – 1   |
| 20 | Dublin        | 8 oktober 2015   | EK 2016 kwalificatie | Ierland – Duitsland         | 1 – 0   |

## Samenvatting
| Competitie        | Totaal gespeeld | Winst Duitsland | Gelijk | Winst Ierland | Doelsaldo Duitsland – Ierland |
| ----------------- | --------------- | --------------- | ------ | ------------- | ----------------------------- |
| WK-eindronde      | 1               | 0               | 1      | 0             | 1 − 1                         |
| WK-kwalificatie   | 2               | 2               | 0      | 0             | 9 − 1                         |
| EK-kwalificatie   | 4               | 1               | 2      | 1             | 2 − 2                         |
| Vriendschappelijk | 13              | 6               | 2      | 5             | 23 − 20                       |
| Totaal            | 20              | 9               | 5      | 6             | 35 − 24                       |

Wedstrijden bepaald door strafschoppen worden, in lijn met de FIFA, als een gelijkspel gerekend.

## Details

### Veertiende ontmoeting
| WK 2002 (Kashima, Japan, 5 juni 2002): |              | |
| Duitsland | 1 – 1        | Ierland |
| Miroslav Klose 19' | goals        | 90+1' Robbie Keane |
| Rudi Völler | bondscoach   | Mick McCarthy |
| Oliver Kahn Thomas Linke Carsten Ramelow Christoph Metzelder Torsten Frings Dietmar Hamann Bernd Schneider 90' Michael Ballack Christian Ziege Miroslav Klose 85' Carsten Jancker 75' | opstellingen | Shay Given 73' Gary Kelly Gary Breen 88' Steve Staunton 78' Ian Harte Steve Finnan Matt Holland Mark Kinsella Kevin Kilbane Damien Duff Robbie Keane |
| Oliver Bierhoff 75' Marco Bode 85' Jens Jeremies 90' | wissels      | 73' Niall Quinn 73' Steven Reid 88' Kenny Cunningham                                                                                                 |
| - Honderdste interland van aanvoerder Steve Staunton voor Ierland. |              | |

### Zeventiende ontmoeting
| WK 2014 kwalificatie (Dublin, 12 oktober 2012): |              | |
| Ierland | 1 – 6        | Duitsland |
| Andy Keogh 90+2' | goals        | 32' Marco Reus 40' Marco Reus 54' Mesut Özil 58' Miroslav Klose 61' Toni Kroos 83' Toni Kroos                                                                                    |
| Giovanni Trapattoni | bondscoach   | Joachim Löw |
| Keiren Westwood Séamus Coleman Stephen Ward John O'Shea Darren O'Dea James McCarthy Aiden McGeady 68' Keith Andrews Simon Cox 83' Keith Fahey 51' Jon Walters | opstellingen | Manuel Neuer Jérôme Boateng Marcel Schmelzer 46' Sami Khedira Per Mertesacker Bastian Schweinsteiger Mesut Özil Thomas Müller Holger Badstuber 66' Marco Reus 72' Miroslav Klose |
| Shane Long 51' Andy Keogh 68' Robbie Brady 83' | wissels      | 46' Toni Kroos 66' Lukas Podolski 72' André Schürrle |
| Darren O'Dea 47' Shane Long 77' | gele kaarten | 30' Marco Reus 86' Holger Badstuber |

### Achttiende ontmoeting
| WK 2014 kwalificatie (Keulen, 11 oktober 2013): |              | |
| Duitsland | 3 – 0        | Ierland |
| Sami Khedira 12' André Schürrle 58' Mesut Özil 90' | goals        | |
| Joachim Löw | bondscoach   | Noel King (interim-coach) |
| Manuel Neuer Philipp Lahm Per Mertesacker Jérôme Boateng Marcell Jansen Sami Khedira 82' Bastian Schweinsteiger Thomas Müller 88' Toni Kroos André Schürrle 86' Mesut Özil | opstellingen | David Forde Séamus Coleman Marc Wilson Ciaran Clark Glenn Whelan James McCarthy Stephen Kelly Anthony Stokes Darron Gibson Damien Delaney Kevin Doyle |
| Max Kruse 82' Mario Götze 86' Sidney Sam 88' | wissels      | |
| Sami Khedira 57' | gele kaarten | 62' Anthony Stokes |

### Negentiende ontmoeting
| EK 2016 kwalificatie (scheidsrechter Damir Skomina, Gelsenkirchen, 14 oktober 2014):                                                                               |              | |
| Duitsland | 1 – 1        | Ierland |
| Toni Kroos 71' | goals        | 90+4' John O'Shea |
| Joachim Löw | bondscoach   | Martin O'Neill |
| Manuel Neuer Jérôme Boateng Mats Hummels Erik Durm Antonio Rüdiger Matthias Ginter 46' Toni Kroos Karim Bellarabi 86' Julian Draxler 70' Thomas Müller Mario Götze | opstellingen | David Forde John O'Shea Stephen Ward Aiden McGeady Marc Wilson 76' Stephen Quinn 54' Glenn Whelan David Meyler James McClean 63' Robbie Keane Jonathan Walters |
| Lukas Podolski 46' Max Kruse 70' Sebastian Rudy 86' | wissels      | 54' Jeff Hendrick 63' Darron Gibson 76' Wes Hoolahan |
| Mats Hummels 85' | gele kaarten | 41' Glenn Whelan 67' Marc Wilson 76' Wes Hoolahan |

### Twintigste ontmoeting
| EK 2016 kwalificatie (scheidsrechter Carlos Velasco Carballo, Dublin, 8 oktober 2015):                                                                            |              | |
| Ierland | 1 – 0        | Duitsland |
| Shane Long 70' | goals        | |
| Martin O'Neill | bondscoach   | Joachim Löw |
| Shay Given 44' Cyrus Christie John O'Shea Richard Keogh Stephen Ward 69' James McCarthy Jeff Hendrick Wes Hoolahan Robbie Brady Jonathan Walters Daryl Murphy 65' | opstellingen | Manuel Neuer 77' Matthias Ginter Jérôme Boateng Mats Hummels Jonas Hector Mesut Özil Marco Reus Toni Kroos 84' İlkay Gündoğan 35' Mario Götze Thomas Müller |
| Darren Randolph 44' Shane Long 65' David Meyler 69' | wissels      | 35' André Schürrle 77' Karim Bellarabi 84' Kevin Volland |
| Wes Hoolahan 89' | gele kaarten | 86' Mats Hummels |

DFB · A-internationals · Bondscoaches · Duits vrouwenelftal · Olympisch elftal · Duitsland U21 · Duitsland U20 · Duitsland U19 · Duitsland U18 · Duitsland U17 · Duitsland U16 · Vrouwen U17
1905 – 1919 · 
1920 – 1929 · 
1930 – 1939 · 
1940 – 1949 · 
1950 – 1959 · 
1960 – 1969 · 
1970 – 1979 · 
1980 – 1989 · 
1990 – 1999 · 
2000 – 2009 · 
2010 – 2019 · 
2020 – 2029
EK's: 1972 · 
1976 · 
1980 · 
1984 · 
1988 · 
1992 · 
1996 · 
2000 · 
2004 · 
2008 · 
2012 · 
2016 · 
2020 · 
2024
CC: 1999 · 
2005 · 
2017
WK's: 1934 ·
1938 · 
1954 · 
1958 · 
1962 · 
1966 · 
1970 · 
1974 · 
1978 · 
1982 · 
1986 · 
1990 · 
1994 · 
1998 · 
2002 · 
2006 · 
2010 · 
2014 · 
2018 · 
2022
OS: 1912 ·
1928 ·
1936 ·
2016 ·
2020
Albanië ·
Algerije ·
Argentinië ·
Armenië ·
Australië ·
Azerbeidzjan ·
België ·
Bohemen en Moravië ·
Bolivia ·
Bosnië en Herzegovina ·
Brazilië ·
Bulgarije ·
Canada ·
Chili ·
China ·
Colombia ·
Costa Rica ·
Cyprus ·
DDR ·
Denemarken ·
Ecuador ·
Egypte ·
Engeland ·
Estland ·
Faeröer ·
Finland ·
Frankrijk ·
Georgië ·
Ghana ·
Gibraltar ·
GOS ·
Griekenland ·
Hongarije ·
Ierland ·
IJsland ·
Iran ·
Israël ·
Italië ·
Ivoorkust ·
Japan ·
Joegoslavië ·
Kameroen ·
Kazachstan ·
Koeweit ·
Kroatië ·
Letland ·
Liechtenstein ·
Litouwen ·
Luxemburg ·
Malta ·
Marokko ·
Mexico ·
Moldavië ·
Nederland ·
Nieuw-Zeeland ·
Nigeria ·
Noord-Ierland ·
Noord-Macedonië ·
Noorwegen ·
Oekraïne ·
Oman ·
Oostenrijk ·
Paraguay ·
Peru ·
Polen ·
Portugal ·
Roemenië ·
Rusland ·
Saarland ·
San Marino ·
Saoedi-Arabië ·
Schotland ·
Servië ·
Servië en Montenegro · 
Slovenië ·
Slowakije ·
Sovjet-Unie ·
Spanje ·
Thailand ·
Tsjechië ·
Tsjecho-Slowakije ·
Tunesië ·
Turkije ·
Uruguay ·
Verenigde Arabische Emiraten ·
Verenigde Staten ·
Wales ·
Wit-Rusland ·
Zuid-Afrika ·
Zuid-Korea ·
Zweden ·
Zwitserland
Algerije (1982) · 
Algerije (2014) · 
Argentinië (1986) ·
Argentinië (1990) ·
Argentinië (2006) ·
Argentinië (2014) · 
Australië (2010) ·
België (1980) · 
Brazilië (2002) ·
Brazilië (2014) · 
Chili (1982) ·
Costa Rica (2006) ·
Denemarken (1992) ·
Denemarken (2012) · 
Ecuador (2006) ·
Engeland (1966) ·
Engeland (1982) ·
Engeland (2010) ·
Engeland (2021) ·
Frankrijk (2014) · 
Frankrijk (2021) · 
Ghana (2014) ·
Griekenland (2012) · 
Hongarije (1954, 2) ·
Hongarije (2021) ·
Italië (1982) ·
Italië (2006) ·
Italië (2012) · 
Japan (2022) · 
Kroatië (2008) ·
Mexico (2018) ·
Nederland (1974) ·
Nederland (2012) ·
Oekraïne (2016) ·
Oostenrijk (1982) ·
Oostenrijk (2008) ·
Polen (2006) ·
Polen (2008) ·
Polen (2016) ·
Portugal (2006) ·
Portugal (2008) ·
Portugal (2012) ·
Portugal (2014) ·
Portugal (2021) ·
Servië (2010) ·
Sovjet-Unie (1972) · 
Spanje (1982) ·
Spanje (2008) ·
Spanje (2022) ·
Tsjechië (1996, 2) · 
Tsjecho-Slowakije (1976) ·
Turkije (2008) ·
Verenigde Staten (2014) ·
Zuid-Korea (2018) ·
Zweden (2006)
FAI · A-internationals · Bondscoaches · Statistieken · Iers vrouwenelftal · Olympisch elftal · Ierland U21 · Ierland U20 · Ierland U19 · Ierland U18 · Ierland U17 · Ierland U16 · Vrouwen U17
1924 – 1929 ·
1930 – 1939 ·
1940 – 1949 ·
1950 – 1959 ·
1960 – 1969 ·
1970 – 1979 ·
1980 – 1989 ·
1990 – 1999 ·
2000 – 2009 ·
2010 – 2019 ·
2020 − 2029
EK 1988 · 
EK 2012 · 
EK 2016
WK 1990 · 
WK 1994 · 
WK 2002
1924 · 
1925 · 
1926 · 
1927 · 
1928 · 
1929 · 
1930 · 
1931 · 
1932 · 
1933 · 
1934 · 
1935 · 
1936 · 
1937 · 
1938 · 
1939 · 
1940 · 1941 · 1942 · 1943 · 1944 · 1945 · 
1946 · 
1947 · 
1948 · 
1949 · 
1950 · 
1951 · 
1952 · 
1953 · 
1954 · 
1955 · 
1956 · 
1957 · 
1958 · 
1959 · 
1960 · 
1961 · 
1962 · 
1963 · 
1964 · 
1965 · 
1966 · 
1967 · 
1968 · 
1969 · 
1970 · 
1971 · 
1972 · 
1973 · 
1974 · 
1975 · 
1976 · 
1977 · 
1978 · 
1979 · 
1980 · 
1981 · 
1982 · 
1983 · 
1984 · 
1985 · 
1986 · 
1987 · 
1988 · 
1989 · 
1990 · 
1991 · 
1992 · 
1993 · 
1994 · 
1995 · 
1996 · 
1997 · 
1998 · 
1999 · 
2000 · 
2001 · 
2002 · 
2003 · 
2004 · 
2005 · 
2006 · 
2007 · 
2008 · 
2009 · 
2010 · 
2011 · 
2012 · 
2013 · 
2014 · 
2015 ·
2016 ·
2017 ·
2018 ·
2019 ·
2020 ·
2021
Albanië ·
Algerije ·
Andorra ·
Argentinië ·
Armenië ·
Australië ·
Azerbeidzjan ·
België ·
Bolivia ·
Bosnië en Herzegovina ·
Brazilië ·
Bulgarije ·
Canada ·
Chili ·
China ·
Colombia ·
Costa Rica ·
Cyprus ·
Denemarken ·
Duitsland ·
Ecuador ·
Egypte ·
Engeland ·
Estland ·
Faeröer ·
Finland ·
Frankrijk ·
Georgië ·
Gibraltar ·
Griekenland ·
Hongarije ·
IJsland ·
Iran ·
Israël ·
Italië ·
Jamaica ·
Joegoslavië ·
Kameroen ·
Kazachstan ·
Kroatië ·
Letland ·
Liechtenstein ·
Litouwen ·
Luxemburg ·
Malta ·
Marokko ·
Mexico ·
Moldavië ·
Montenegro ·
Nederland ·
Nieuw-Zeeland ·
Nigeria ·
Noord-Ierland ·
Noord-Macedonië ·
Noorwegen ·
Oekraïne ·
Oman ·
Oostenrijk ·
Paraguay ·
Polen ·
Portugal ·
Qatar ·
Roemenië ·
Rusland ·
San Marino ·
Saoedi-Arabië ·
Schotland ·
Servië ·
Slowakije ·
Sovjet-Unie ·
Spanje ·
Trinidad en Tobago ·
Tsjechië ·
Tsjecho-Slowakije ·
Tunesië ·
Turkije ·
Uruguay ·
Verenigde Staten ·
Wales ·
Wit-Rusland ·
Zuid-Afrika ·
Zweden ·
Zwitserland
België (2016) · 
Italië (2012) · 
Kroatië (2012) · 
Spanje (2012) · 
Zweden (2016)